# Daleké Dušníky

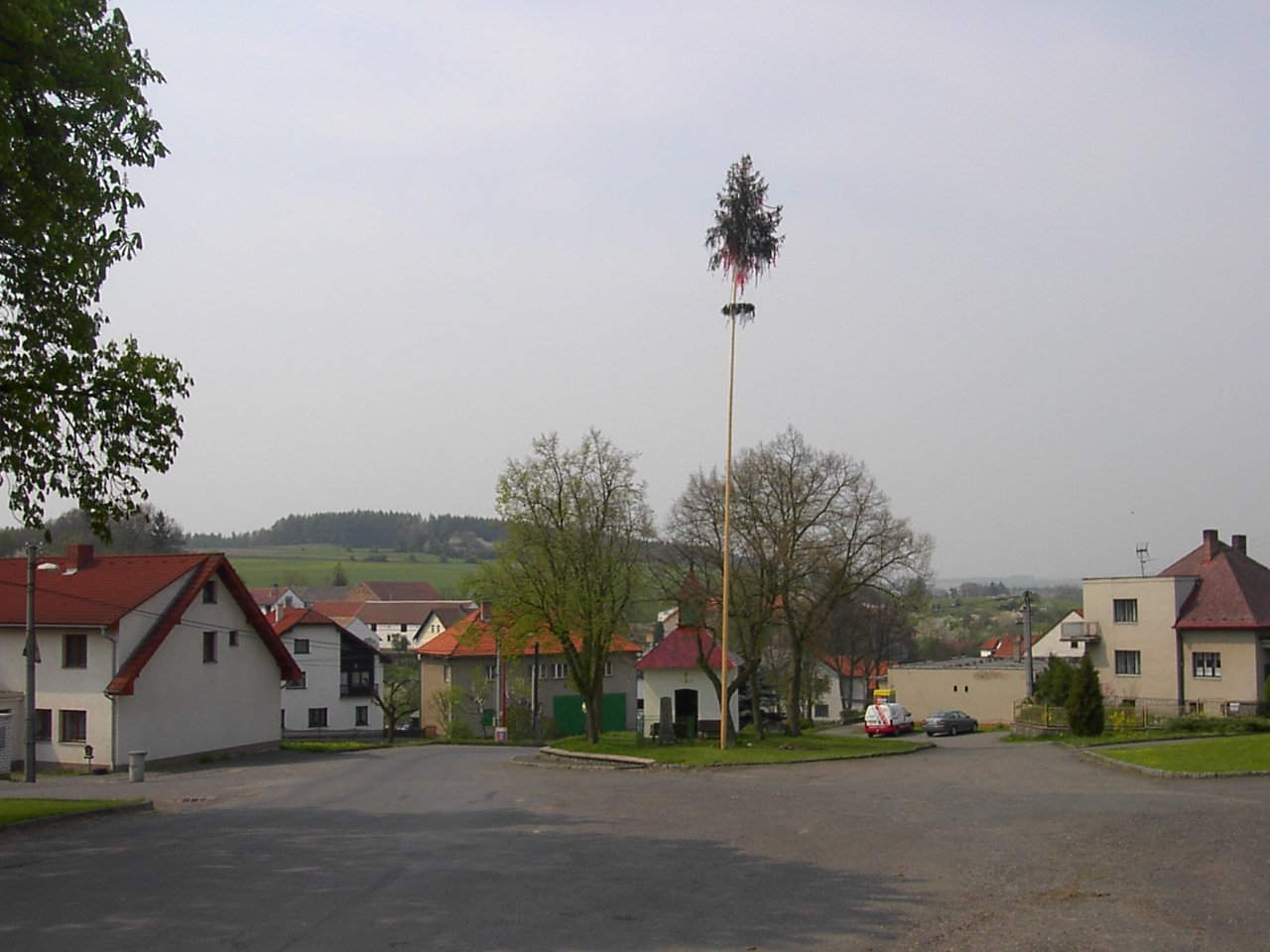
Dorfplatz und Kapelle in Daleké Dušníky

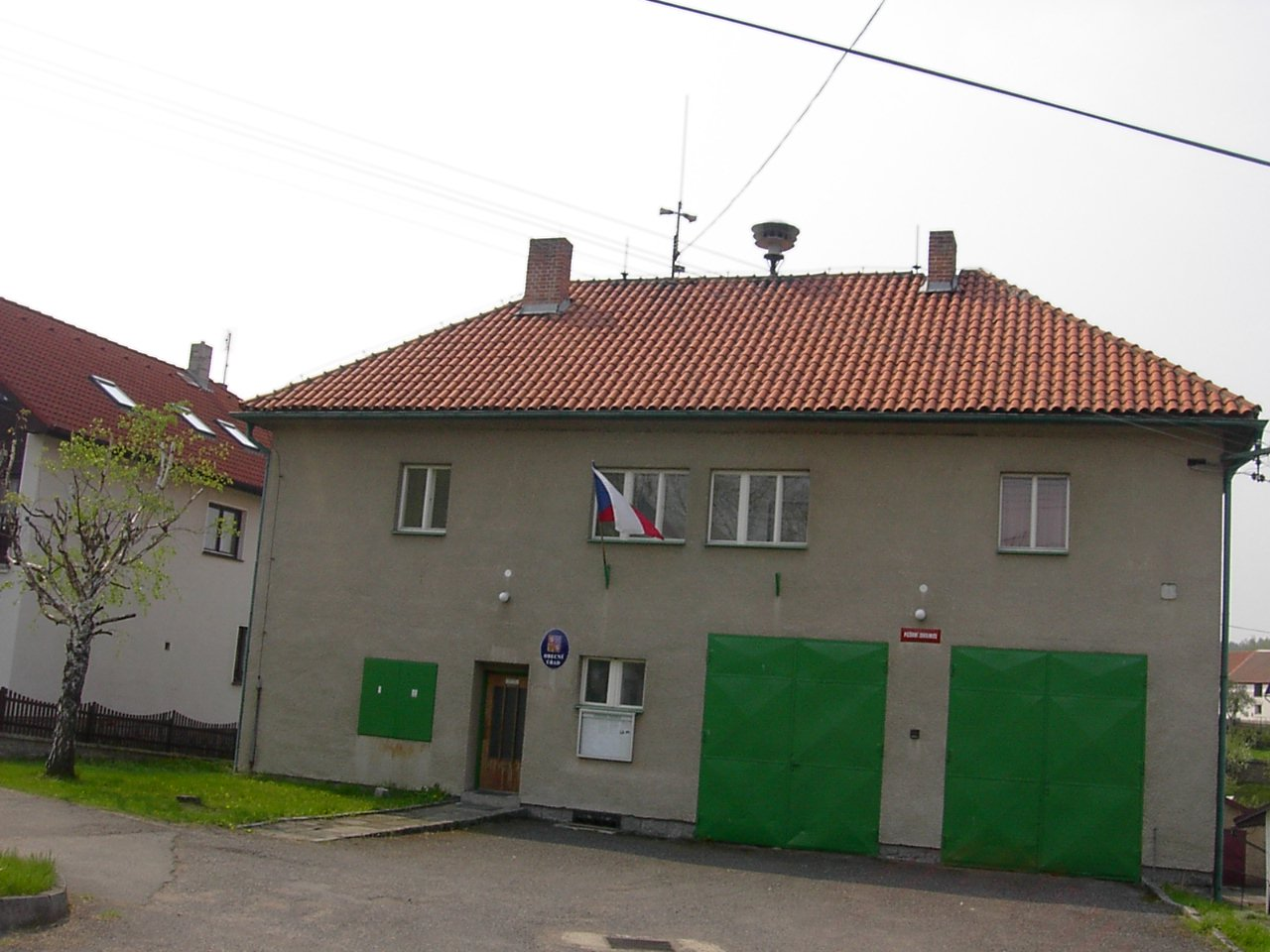
Gemeindeamt

Daleké Dušníky (deutsch Duschnik bzw. Deutsch Duschnik) ist eine Gemeinde in Tschechien. Sie liegt sieben Kilometer südlich von Dobříš und gehört zum Okres Příbram.

## Geographie
Daleké Dušníky befindet sich in der Dobříšská pahorkatina (Dobrischer Hügelland). Das Dorf erstreckt sich rechtsseitig der Kocába in einem kleinen Seitental. Nördlich erhebt sich der Tuškovský vrch (441 m n. m.), im Nordosten der Kozinec (457 m n. m.), südlich der Strážný vrch (494 m.n.m.) sowie im Südwesten der Druhlický vrch (442 m n. m.). Einen Kilometer nördlich von Daleké Dušníky liegt das stillgelegte Bergwerk Šachta 25.
Nachbarorte sind Svaté Pole, Tuškov und Budín im Norden, Rybníky, Dolík und Libice im Nordosten, Drhovy, Drhovce und Slovanská Lhota im Osten, Vaječník, Žebrák, Na Dvorských, Nečín und Bělohrad im Südosten, Skalice im Süden, Ouběnice im Südwesten, Podedruhlice und Druhlice im Westen sowie Obořiště im Nordwesten.

## Geschichte
Die erste schriftliche Erwähnung von Dušníky erfolgte am 27. März 1357 in der durch Kaiser Karl IV. ausgestellten Gründungsurkunde des Karlsteiner Kollegiatkapitels, als ein dem Kapitel zehnpflichtiges Dorf. Der Ortsname leitet sich von Fabrica ecclesiae (záduší) her, die Bewohner wurden als dušníci bezeichnet. Der Ort wurde ursprünglich als Rundling um den Dorfplatz auf einer Kuppe über dem Seitental der Kocába angelegt. Später wurde Dušníky zur Herrschaft Dobříš untertänig.
Am 14. Juni 1630 verkaufte die Böhmische Kammer die Herrschaft Dobřisch mit dem angeschlossenen Gut Heiligfeld mit Ausschluss der Jagd auf Rot- und Schwarzwild erblich an den Oberstjäger der Königreiches Böhmen, Bruno von Mansfeld und Heldrungen.  Nachfolgender Besitzer war Franz Maximilian von Mansfeld. Bis 1714 gehörte das Dorf zum Podbrder Kreis, danach wurde es Teil des Berauner Kreises. Nachdem 1780 mit dem Tode von Joseph Wenzel von Mansfeld das Geschlecht im Mannesstamme erloschen war, erbte dessen Schwester Maria Isabella die Herrschaft Dobřisch. Es erfolgte die Namens- und Wappenvereinigung mit der Familie ihres Ehemannes Franz de Paula Gundaker von Colloredo-Waldsee-Mels zum Geschlecht Colloredo-Mannsfeld. Nach Maria Isabellas Tod im Jahre 1794 erbte ihr Sohn Rudolph Joseph II. die Güter. Nach dem Tode des kinderlosen Rudolf Joseph II. von Colloredo-Mannsfeld fiel die Herrschaft 1844 an dessen Neffen Franz de Paula Gundaccar II. von Colloredo-Mannsfeld.
Im Jahre 1846 bestand das Dorf Teutsch-Duschnik bzw. Německý Dušnjk oder auch Duschnik genannt, aus 49 Häusern mit 334 Einwohnern. Pfarrort war Heiligfeld. Bis zur Mitte des 19. Jahrhunderts blieb Duschnik der Herrschaft Dobřisch untertänig.
Nach der Aufhebung der Patrimonialherrschaften bildete Dušníky / Duschnik ab 1850 mit dem Ortsteil Skalice / Skalitz eine Gemeinde im Gerichtsbezirk Dobříš. Ab 1868 gehörte die Gemeinde zum Bezirk Příbram. Zum Ende des 19. Jahrhunderts kam mit Kurzbach 1. díl / Kurzbach 1. Anteil noch ein weiterer Ortsteil hinzu. Skalice und Kurzbach 1. díl lösten sich vor 1920 von Dušníky los und bildeten die Gemeinde Skalice. Seit 1920 führt die Gemeinde den Namen Daleké Dušníky. Der genaue Bezug des Attributs daleký (weit entfernt) ist nicht bekannt; möglicherweise bezog es sich auf die Lage des Dorfes zu den nächsten Pfarrkirchen in Svaté Pole und Višňová oder auch auf seine Entfernung zur Bezirksstadt Příbram im Vergleich mit Trhové Dušníky. Im Jahre 1932 lebten in Daleké Dušník 365 Menschen. Ab 1949 gehörte Daleké Dušníky zum neugebildeten Okres Dobříš, nach dessen Aufhebung wurde die Gemeinde 1960 wieder Teil des Okres Příbram. 1961 wurde Druhlice  eingemeindet. In der zweiten Hälfte des 20. Jahrhunderts entstanden an den Straßen am Ortsrand neue Einfamilienhäuser.

## Gemeindegliederung
Die Gemeinde Daleké Dušníky besteht aus den Ortsteilen Daleké Dušníky (Duschnik) und Druhlice (Druhlitz), die auch Katastralbezirke bilden. Zu Daleké Dušníky gehört außerdem die Ansiedlung Podedruhlice.

## Sehenswürdigkeiten
- Kapelle in Daleké Dušníky
- Kapelle in Druhlice